# یوری آمانو
یوری آمانو (انگلیسی: Yuri Amano; ۵ ژانویهٔ ۱۹۶۶ – ) خواننده، و صداپیشه اهل ژاپن بود. وی از سال ۱۹۸۵ میلادی تاکنون مشغول فعالیت بوده‌است.